# Boîte surréaliste
Pour les articles homonymes, voir Boîte.
La « boite surréaliste » est un concept artistique élaboré par Marcel Duchamp conjointement avec Man Ray entre le moment où ils formèrent la Société Anonyme, Inc. (1920) et leur rencontre avec Joseph Cornell et le galeriste Julien Levy,.

## Principe
La boite surréaliste, objet fait ou fabriqué, a contrario de l’objet déjà tout fait, se risque à proposer en un univers condensé, sculpture et peinture, assemblage et collage d’éléments plus ou moins hétéroclites.
La boîte surréaliste est à rapprocher des concepts d'assemblage, de livre d'artiste et de livre-objet, car, dans l'esprit de Duchamp, ce type d'objet est avant tout conçu comme un « multiple » : dès 1914, il fabrique, grâce à la photographie qui lui permet de dupliquer ses notes et esquisses, plusieurs exemplaires d'une boîte, dont chacune est en réalité singulière (numérotée, dédicacée, ou d'un design différent). Il suit en cela la démarche du graveur fabriquant une série d'estampes à partir d'un modèle unique (le tableau). Quand André Breton ou Joseph Cornell se mettent à fabriquer une boîte, celle-ci est à un seul exemplaire : elle suit sa propre réflexion, celle de l'objet trouvé. Il s'agit donc d'un même concept, qui, in fine, n’aboutit pas au même résultat : il y a l'unique, et puis des doubles. Pour Duchamp, il n'y a aucune différence. Aussi fit-il fabriquer des multiples de ses œuvres et de ses boîtes (des « rééditions », validées par un marchand galeriste comme Arturo Schwarz) jusqu'en 1967.
Le maître d'œuvre en cette matière est donc Marcel Duchamp qui, par exemple, dans sa Boîte-en-valise (ou Valise, 1936-1941) réunit son Grand Verre en réduction, des photos de ses ready-made (Roue de bicyclette, Fontaine...), et diverses reproductions d'éléments plastiques et picturaux, à la manière d'un cabinet de curiosités de voyage, d'un « musée portatif », ou d'une valise d'échantillons d'un VRP, travail destiné avant tout aux collectionneurs américains et qui nécessita une grosses organisation. Mais La Valise a eu un précédent, La Boîte verte (1934), qui, elle non plus ne s'est pas faite toute seule. Dans leurs souvenirs, Henri-Pierre Roché et Man Ray racontent que Mary Reynolds, compagne de Duchamp, et décidée à faire de la reliure son métier dès 1929, prêta main-forte à celui-ci, lequel embaucha également Joseph Cornell.
Selon Gilbert Lascault, la boîte surréaliste déjoue sa fonction d'objet, accommode les matériaux les plus opposés dans leur expression la plus incongrue, défend l'ouvert et permet le fermé, le secret et le dévoilé, le petit et l'immense, le lourd et le léger, retrouve le parfum éventé des cachettes de l'enfance, des tiroirs invisibles de secrétaires profus, des double-fonds de cercueils, détrousse l'équivoque du symbolisme féminin du coffret par sa volonté d'apprivoiser, un peu, l'amour et la mort, rêve les façons d'habiter, de s'enfermer ou d'ouvrir les portes.

## Quelques boîtes surréalistes

### Marcel Duchamp
- Boîte de 1914, simple boîte de fabricant de plaques photographiques renfermant des tirages photos de ses écrits, 5 ex., 1914.
- Rrose Sélavy, Why Not Sneeze Rose Sélavy?, morceaux de marbre taillés comme des cubes de sucre dans une cage à oiseaux d'où sortent un os de seiche et un thermomètre, 1921.
- [« La Boîte verte »] La Mariée mise à nu par ses célibataires, même, Paris, Éditions Rrose Sélavy, 1934 - 300 ex[7],[8].
- La Boîte-en-valise, 1936-1941 (en série jusqu'en 1968), coffret de cuir beige contenant 80 œuvres en reproductions diverses : fac-similés et objets miniatures, 41,5 x 38,5 x 9,9[9].
- Eau et gaz à tous les étages, carton recouvert de tissu marron et d'une plaque émaillée bleue contenant des documents, 26 × 35 × 7 cm, 1958.
- [collectif] dont Mimi Parent, La Boîte alerte (missives lascives), boîte-catalogue conçu pour l'Exposition inteRnatiOnale du Surréalisme (EROS) de 1959-1960, Paris, Galerie Daniel Cordier[10].
- [« The White Box »] À l'infinitif, New York, Cordier & Ekstrom, 1966 - contient des notes inédites de 1912-1920.

### Man Ray
- Le Jeu d'échecs, 1920-1962 [réédition].
- Hôtel meublé, 1921.

### Joseph Cornell
- Les Îles Salomon, « boite de marin » dont le couvercle est tapissé d'une carte des îles Salomon, un compartiment supérieur contient vingt petites boussoles et le compartiment inférieur contient des objets et des scènes gravées inspirés de voyages et d'explorations, 1942.
- Pharmacy, 1943, bois, papier imprimé, feuilles de métal coloré, soufre, plumes, coquillage, ailes de papillon, feuille d'aluminium, fil de cuivre, fruit, eau, peinture d'or, liège, feuilles séchées et objets trouvés, 38,7 × 30,5 × 7,9 cm[11]
- Fanny on Ondine, 1947, techniques mixtes, 29 × 38 cm, galerie Karsten Greve, Cologne[12]
- Nécessaire pour bulles de savon, 1948[13].
- Vers la péninsule bleue, 1952. Le titre est tiré d'un poème d'Emily Dickinson : « Il serait peut-être plus facile d'échouer en vue de la terre que de gagner ma péninsule bleue pour y périr de joie. »

### Autres boites remarquables
- André Breton et Jacqueline Lamba, Le Petit mimétique, insecte ailé (libellule ?) sur amas de feuilles mortes séchées dans un écrin de bois tapissé d'un papier translucide de couleur miel, 1936[14].
- André Breton, Souris blanche, boite-poème, 1937.
- Hans Bellmer, En souvenir de ma femme Margaret, 1938.
- Élisa Claro-Breton, Lucy, faire, 1971 et Ne quittez pas, 1972.
- Gilles Ghez, Le Gardien de musée, 1978[15]
- Mimi Parent, La Belle cheval, 1982, boite-relief, 76,5 × 51,9 cm, Galerie François Petit[16]
- Mimi Parent, Adieu vieux monde, 1991, boite-relief, 85 × 94 cm, collection particulière[17]
- Mimi Parent, Espace bleu, 1991, boite-relief, 63 × 77 cm, collection particulière[18]
- Peter Wood, Cycles de boites sans titre, 1985-1995.